# Émile Masson
Pour les articles homonymes, voir Émile Masson (homonymie) et Masson.
Émile Masson, né le 28 juillet 1869 à Brest, et mort le 9 février 1923 à Paris, est un écrivain et penseur anarcho-socialiste breton. Il est également connu sous les pseudonymes de Brenn (1869-1923), Erwan Gwesnou (1869-1923), et Ion Prigent (1869-1923).

## Biographie
Né à Brest, il n'est pas élevé en breton, il n’apprendra la langue que plus tard, mais devient bachelier ès-lettres le 5 juillet 1895. Il obtient deux licences, de philosophie et d'anglais, et est répétiteur successivement dans les lycées de Rennes, Nantes, Brest, professeur à Loudun, Saumur, Pontivy, mais séjourne fréquemment à Paris. Il fréquente alors plusieurs mouvements : dreyfusards, anarchistes, collectivistes, antimilitaristes, et se lie d'amitié avec Élisée Reclus, Kropotkine, Romain Rolland. Il prend part aux universités populaires (1899-1905).
Il se marie en 1902 à Loudun avec Elsie, une jeune galloise ; il se rend fréquemment au Pays de Galles et entreprend, avec son épouse, de traduire l'œuvre du poète Thomas Carlyle. En 1904 le couple s'installe à Pontivy. 
En 1911, il est vice-président de la section littéraire et de l'Union régionaliste bretonne et parallèlement, il est au comité de rédaction de Breiz Dishual, le journal du Parti nationaliste breton. Il est le créateur en 1913 de la revue Brug (Bruyère), revue anarchiste en langue bretonne. Il est un socialiste libertaire. Internationaliste farouche, il s'efforce de concilier cette idée avec l'identité bretonne. 
En 1914, comme Jean Jaurès, il plaide pour la paix. Pendant la Première Guerre mondiale il continue son combat pacifiste, entretenant une correspondance régulière avec Romain Rolland. Épuisé, il meurt le 8 février 1923.
Un colloque eut lieu à Pontivy en septembre 2003 à son sujet.

## Œuvre en français
- 1899 : Lettre d'un répétiteur en congé
- 1905 : Yves Madec, professeur de collège (sous le pseudonyme de Brenn)
- 1908 : Les Rebelles, contes bretons (sous le pseudonyme de Brenn)
- 1912 : Antée, les Bretons et le socialisme  (sous le pseudonyme de E. Gwesnou)
- 1918 : Le livre des hommes et leurs paroles inouïes
- 1921 : Utopie des îles bienheureuses dans le Pacifique en l'an 1980

Il a collaboré à de nombreuses revues : les Cahiers de la Quinzaine, Pages libres, Portraits d'hier, Les temps nouveaux, La guerre sociale, La Coopération des idées.
Professeur d'anglais, il publia aussi plusieurs ouvrages sur le poète anglais Thomas Carlyle.

## Extraits
Quelques extraits de L'Utopie des îles bienheureuses dans le Pacifique :
Sur son intérêt pour les identités régionales et pour l'espéranto :
« Y a-t-il beaucoup de Français dans les Îles ? »
LE PASSEUR : - Un grand nombre. Très peu cependant parlent cette langue française qui était réputée celle de ce grand peuple. Nos Français sont surtout Basques, Bretons et Provençaux qui parlent spécifiquement basque, breton et provençal. Il va sans dire que nous parlons tous aux Îles une même langue conventionnelle, l'ilen ou spérando, enseignée à tous nos enfants dès qu'ils commencent à être maître de leur langue maternelle. Après quoi ils ne cessent d'apprendre d'autres langues parlées par les autres peuples des Îles, où nous comptons maintenant plus de cent espèces diverses… (p. 31-32)
Sur son féminisme :
MOI : - Vous ne faites point de distinction entre les tâches d'hommes et les tâches de femmes ?
L'ÎLIENNE : - Non ! cette prétendue infériorité physique ou mentale de la femme aux Pays bellifères est absolument controuvée ici. Ici les femmes sont égales ou supérieures aux hommes en tout et pour tout... (p. 41)
Sur son écologisme avant l'heure :
- « Pourquoi couvrez-vous en chaume ? »
- « Parce que, mon frère, c'est la toiture la plus naturelle et, comme il s'ensuit, la plus humaine. Elle est vivante. Elle s'harmonise à tout paysage ; en outre, elle fleurit. Enfin, elle est chaude en hiver, d'une chaleur de sein maternel, et fraîche en été d'une fraîcheur de fruits à l'ombre ; cependant tous ne couvrent pas en chaume... Cela, comme le reste, dépend des fantaisies... » (p. 60-61)

Sur son attitude libertaire :
MOI : - N'êtes-vous point végétariens et abstinents ?
ESTHIO : - Sauf fraternels, paternels et filiaux, nous ne sommes rien absolument ; à vrai dire quatre-vingt-dix-neuf Iliens sur cent sont abstinents et végétariens. Mais c'est un goût personnel. Il n'est pas prouvé scientifiquement que les boissons fermentées soient nuisibles à l'organisme. Prises en quantité minime, elles sont certainement revivifiantes. Mais elles sont inutiles, sauf en certains cas d'extrême débilité. Quant à la nourriture carnée, nous nous en abstenons peut-être surtout par sentimentalisme. Notre répugnance à ôter la vie à un être, si éloigné de nous qu'il puisse sembler, s'oppose à une alimentation de ce genre. Mais nécessité fait loi, et nous devons tuer des végétaux qui, a priori, ont autant de droit au soleil, autant de joie à y croître que n'importe quels animaux, dont ils se différencient fort peu. (p. 50-51)

## Œuvres
- Yves Madec, professeur de collège, en 1905
- Brenn (un des pseudonymes d'Émile Masson), Les rebelles, Librairie les pages libres, 1908
- Les Bretons et le Socialisme, Éditions Toullec et Geffroy 1912, présentation et notes par Jean-Yves Guiomar, Paris, Maspero, 1972.
- Les hommes illustres et leurs paroles inouïes, en 1919
- L’Utopie des îles bienheureuses dans le Pacifique. Éditions Rieder 1921, Éditions Caligrammes, 1984.

Il a par ailleurs traduit de nombreux livres du visionnaire écossais Thomas Carlyle en français.
Il est enfin celui qui s'est occupé de la publication de la revue Brug en 1913-1914 : c'est la première revue d'inspiration libertaire publiée en langue bretonne (ont suivi plus tard les publications des mouvements anarcho-indépendantistes Stourm Breizh (PDG — Le Poing Dans la Gueule) dans les années 1970, Fulor au début des années 1990 et de la Coordination Bretagne Indépendante et Libertaire (CBIL) : Le Huchoèr et Na Doue Na Mestr dans les années 2000). L'œuvre d'Émile Masson fut étudiée par le club Émile-Masson, rassemblant des étudiants et lycéens de Bretagne durant le début des années 1990. Ils constituèrent ensuite avec l'aide de «l'unvaniezh studieren brezhoneg», le mouvement syndical étudiant breton de gauche « Dazont-UEB », présent jusqu'en 1997 sur les universités de Rennes, Brest et Nantes.